# Nové Bránice
Nové Bránice (in tedesco Deutsch Branitz) è un comune della Repubblica Ceca facente parte del distretto di Brno-venkov, in Moravia Meridionale.